# Norderseefeld
Norderseefeld (auch Norder-Seefeld) ist ein Ortsteil (Bauerschaft) von Seefeld in der Gemeinde Stadland in Niedersachsen.

## Geschichte
Auf dem Gebiet von Norderseefeld befanden sich mehrere Vorwerke/Domänen. Aus dem Ortschaftsverzeichnis von 1866 gehen die Domänen Großehof (Grote Hoff, Vorwerk I), Norderseefeld (Vorwerk II), Norderahn (Vorwerk III), Mittelseefeld (Vorwerk IV), Osterseefeld (Vorwerk V).

## Verwaltungsgeschichte
Zusammen mit Süderseefeld bildete Norderseefeld bis 1856 die Bauerschaft Seefeld. Im Jahr 1858 bestand die neu gegründete Bauerschaft aus Gnadenfeld, Mittel-Seefeld, Oster-Seefeld, Großehof, Norderahn und Hobendeich. Im Jahr 1925 gehörte noch Augustgroden dazu.

## Demographie
| Jahr | Einwohner |
| ---- | --------- |
| 1855 | 222       |
| 1925 | 279       |
| 1939 | 395       |
| 1946 | 257       |
| 1950 | 286       |
| 1961 | 164       |
| 1970 | 158       |